# Bois-Colombes
Bois-Colombes je severozahodno predmestje Pariza in občina v osrednjem francoskem departmaju Hauts-de-Seine regije Île-de-France. Leta 2009 je imelo naselje 28.153 prebivalcev.

## Administracija
Bois-Colombes je sedež istoimenskega kantona, slednji je vključen v okrožje Nanterre.

## Zgodovina
Občina Bois-Colombes (dobesedno Colombeški gozd) je bila ustanovljena 13. marca 1896 z izločitvijo njenega ozemlja iz občine Colombes.

## Zanimivosti
- Mestna hiša s stolpom iz leta 1935,
- cerkev Notre-Dame-de-Bon-Secours,
- nekdanja orglarska delavnica, danes šola.

## Pobratena mesta
- Neu-Ulm (Nemčija);